# Hướng tới cuộc đời
Hướng tới cuộc đời (tiếng Nga: Навстречу жизни) là một bộ phim tâm lý, có phần khôi hài dành cho lứa tuổi mới lớn của đạo diễn Nikolai Lebedev, ra mắt lần đầu năm 1952.
Truyện phim dựa theo tiểu thuyết Ngôi sao nhỏ của nhà văn Ivan Vasilenko.

## Diễn viên
- Nadezhda Rumyantseva... Marusya Rodnikova (học sinh Trung học dạy nghề)
- Vladimir Sokolov... Pasha Sychev (học sinh Trung học dạy nghề)
- Georgy Semyonov... Semyon Ilyich (Hiệu trưởng Trung học dạy nghề)
- Sergey Gurzo... Viktor Basov (Giảng viên, thư ký Đoàn Komsomol)
- Vasily Merkuryev... Vasily Nikanorovich (quản đốc phân xưởng)
- Viktor Khokhryakov... Chủ tịch Ủy ban tốt nghiệp
- Anatoly Kuznetsov (II)... Bố Marusya

## Ê-kíp
- Âm thanh: Aleksandr Ostrovsky